# Мадонна зі Святими Рохом і Антонієм Падуанським
 «Мадонна зі Святими Рохом і Антонієм Падуанським» — окраса картинної збірки музею Прадо в відділі художників італійського відродження.

## Історія придбання
З документів відомо, що картину придбав віце-король Неаполя, герцог Медіна де лас Торрес у 1650 році і переправив своєму патрону, королю Іспанії Філіпу IV. Картину добре знав придворний художник Веласкес і розмістив прекрасний вівтарний образ в одній з скабниць Ескоріала. Багато пізніше картину передали в музейну збірку Прадо.

## Загадкова картина загадкового Джорджоне
Загадкою залишається все — коли написана картина, чи була закінчена художником, якщо ні, то наскільки великі внески учнів майстерні. Адже відомо, що по передчасній смерті Джорджоне його майстерню очолив Себастьяно дель Пьомбо, а Тиціан дописав незакінчені картини померлого. Вже на початку 16 століття картини Джорджоне дорого коштували, і художники майстерні були зацікавлені завершити полотно, щоби вигідно його продати.
Композиційно полотно належить до розповсюдженої в Венеції схеми «Свята бесіда», коли мадонна з немовлям ніби спілкується зі Святими. На картині Джорджоне мадонна дуже відокремлена від святих і сумно заглиблена в свої думки. Ще більш відокремленим постає Святий Антоній Падуанський, атрибут якого (білі лілеї) майже недбало покинуті біля його ніг. Уважно вдивляється в обличчя мадонни лише Святий Рох, що демонструє чумний бубон на стегні, ніби благаючи захисту і порятунку. Мадонна розмістилася на мармуровому парапеті. І її домінуюче місце в картині підкреслено парчовою драперією та вишуканою червоною сукнею, пурпур якої так поюбляли в Венеції. В картині струменить якась загадкова мелодія, ноти якої дано загублені без надії знайти чи відтворити їх знов. Як неможливо знов відтворити і життя Джорджоне із Кастельфранко.